# Ахмад Шафик
Ахмад Махамад Шафик (на арабски: احمد محمد شفيق) е генерал-лейтенант на египетските военновъздушни сили и бивш министър-председател на Египет.

## Биография
Бил е пилот на египетските ВВС и командир на отряд. През изтощителната война от юли 1868 до април 1970 г. между Египет и Израел е командир на въздушна ескадра и база на ВВС. През Войната от Йом Кипур Шафик войова под командването на Хосни Мубарак. Твърди се, че е свалил при Ал-Мансура 2 израелски изтребителя. По-късно е командир на отряда за въздушна акробатика на египетските ВВС.
Като летец Шафик е летял с „МИГ 17“, „МИГ 21“ и „Мираж 2000“. През 1984 година е назначен за военен аташе в Рим, където остава до 1986 г. Между 1988 и 1991 година Шафик заема различни постове в армията. През септември 1991 г. е назначен за началник-щаб на ВВС на Египет. На този пост остава до 1996 година, когато е назначен за командващ ВВС. През 2002 година е назначен за министър на гражданското въздухоплаване в кабинета Ахмад Назиф.
На 29 януари 2011 година египетският президент Хосни Мубарак назначава Шафик за министър-председател, след като ден по-рано правителството на Ахмад Назиф подава оставка под натиска на няколкодневни протести след призиви на опозицията правителството да бъде прочистено от хора, свързани с управлението на президента Мубарак. На 3 март същата година Шафик подава оставка.
През 2012 година Ахмад Шафик е независим кандидат на президентските избори и губи на втория тур, проведен на 16 – 17 юни, като получава 48% от гласовете на балотажа срещу кандидата на Мюсюлманското братство Мохамад Морси.